# Mae Marsh

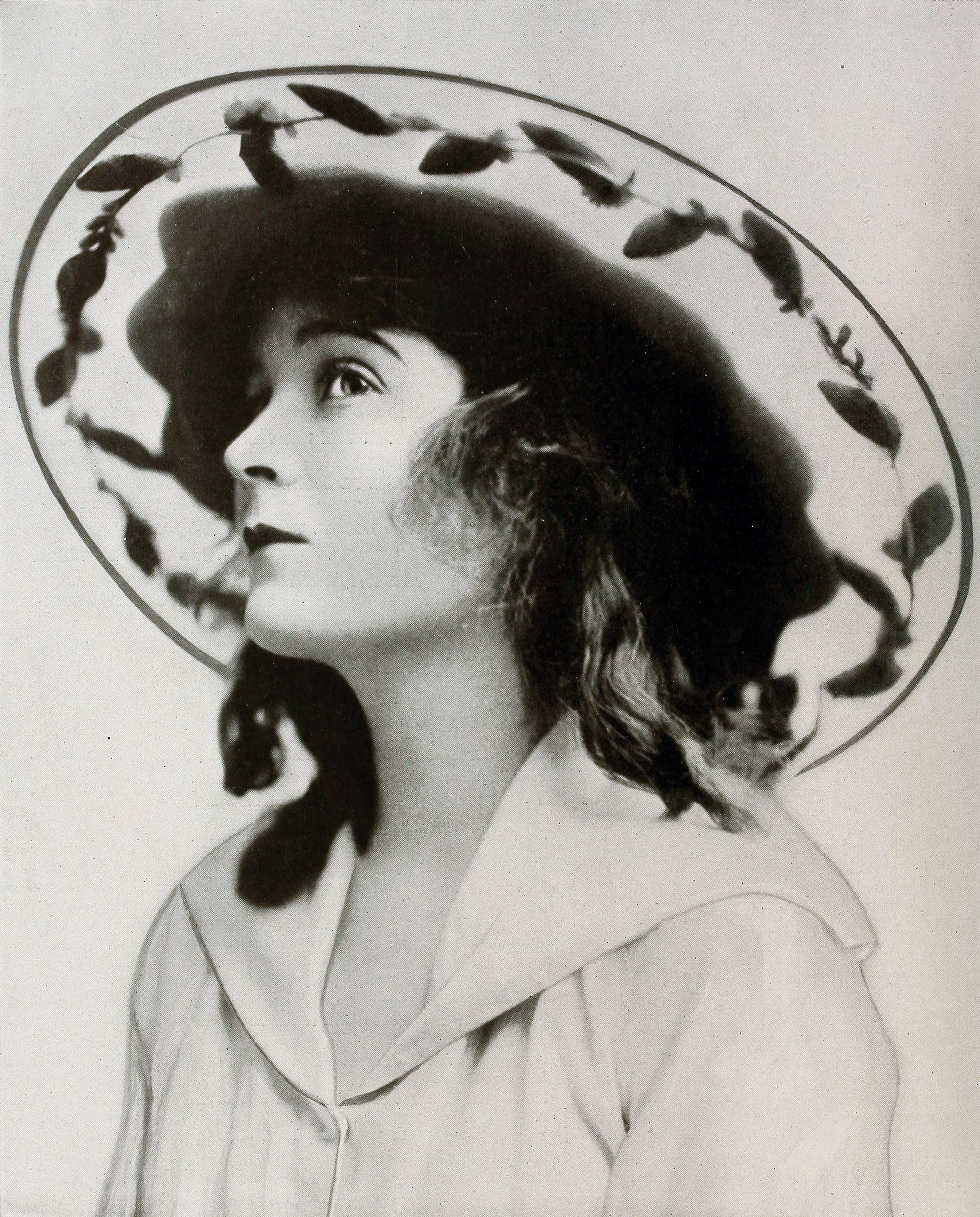
Mae Marsh um 1916

Mae Marsh (* 9. November 1895 in Madrid, New Mexico; † 12. Februar 1968 in Hermosa Beach, Kalifornien; eigentlich Mary Wayne Marsh) war eine US-amerikanische Filmschauspielerin. In den 1910er-Jahren gehörte sie zu den großen weiblichen Stars des internationalen Kinos.

## Leben
Ihre Filmkarriere spannte sich über 55 Jahre. Mae Marsh kam 1906 nach Los Angeles und ging dort auf ein Konvent. Ihre Filmkarriere begann in den frühen 1910er-Jahren, als sie bei der American Biograph unter dem Regisseur D. W. Griffith begann, schauspielerisch tätig zu sein. Als Statistin trat sie dort zuerst in Griffiths The Lesser Evil (1912) auf und erhielt ihre erste Hauptrolle in seinem Film Man’s Genesis (1912). In den folgenden Jahren wurde Mae Marsh zum Bestandteil des Schauspielerstarensembles der American Biograph um Mary Pickford, Blanche Sweet, Lionel Barrymore, Lillian Gish, Henry B. Walthall, Donald Crisp und Robert Harron. Mit Harron wurde sie häufig als Partner besetzt. 
In Die Geburt einer Nation (1915) spielte Marsh neben Lillian Gish die Hauptrolle der Flora Cameron – der kleinen Schwester, die auf die Heimkehr ihrer Brüder aus dem Sezessionskrieg wartet – und in Intoleranz (1916) war sie „Little Dear One“ – eine junge Frau, deren Baby von radikalen puritanischen Kinderrechtlerinnen weggenommen wird, nachdem ihr Mann wegen Mordes verurteilt wurde. Beide Rollen gehören zu den überzeugendsten schauspielerischen Darstellungen von Mae Marsh. 
1916 wechselte sie für eine wöchentliche Gage von 2500 Dollar zu Samuel Goldwyn, ohne dort an ihre vorigen Filmerfolge anknüpfen zu können. Sie heiratete 1918 Lee Arms, einen Publicitymanager bei Goldwyn, und reduzierte ihre Filmarbeit. Die Ehe mit Arms hielt bis zu ihrem Tod, das Paar hatte vier Kinder. 1920 hatte sie mit der Komödie Brittie ihr Bühnendebüt. Ihre letzte Filmrolle unter Griffith hatte sie 1923 in The White Rose. In den 1920er-Jahren war sie auch in Europa, vor allem in England, tätig. Sie spielte 1924 in Deutschland die weibliche Hauptrolle in Karl Grunes Arabella und trat ein Jahr später neben Ivor Novello in dem britischen Filmerfolg Die Ratte von Paris. Danach zog sie sich für einige Jahre aus dem Filmgeschäft zurück.
Marsh kehrte 1931 nach Anbruch des Tonfilms wieder zur Filmschauspielerei zurück, trat jedoch für den Rest ihrer Karriere hauptsächlich nur noch in Nebenrollen in Erscheinung, die oftmals noch nicht einmal eine Erwähnung im Abspann erhielten. Insbesondere John Ford besetzte sie ab den 1940er-Jahren gern in kleineren Rollen in seinen klassischen Western. Ihren letzten Filmauftritt hatte sie 1964 in Fords Film Cheyenne Autumn. Ihr filmisches Schaffen umfasst mehr als 200 Filme sowie mehrere Fernsehserien. Marsh wurde mit einem Stern auf dem Hollywood Walk of Fame in Höhe 1600 Vine Street geehrt. 1921 veröffentlichte sie ein Buch mit dem Namen Screen Acting.

## Filmografie (Auswahl)
- 1910: Ramona
- 1912: The Lesser Evil
- 1912: Man’s Genesis
- 1912: The New York Hat
- 1913: A Girl’s Strategem
- 1913: Die Waisen der Ansiedlung (The Battle at Elderbush Gulch)
- 1913: Judith von Bethulien (Judith of Bethulia)
- 1914: Home, Sweet Home
- 1915: Die Geburt einer Nation (The Birth of a Nation)
- 1916: Intoleranz (Intolerance)
- 1917: The Cinderella Man
- 1922: Flames of Passion
- 1923: Die weiße Rose (The White Rose)
- 1924: Arabella, der Roman eines Pferdes
- 1925: Die Ratte von Paris (The Rat)
- 1931: Over the Hill
- 1932: Rebecca of Sunnybrook Farm
- 1933: Alice im Wunderland (Alice in Wonderland)
- 1934: Little Man, What Now?
- 1935: In blinder Wut (Black Fury)
- 1939: Trommeln am Mohawk (Drums Along the Mohawk)
- 1939: Swanee River
- 1940: Früchte des Zorns (The Grapes of Wrath)
- 1940: Lillian Russell
- 1941: Tabakstraße (Tobacco Road)
- 1941: Laurel und Hardy: Schrecken der Kompanie (Great Guns)
- 1941: In den Sümpfen (Swamp Water)
- 1941: Schlagende Wetter (How Green Was My Valley)
- 1941: Echo der Jugend (Remember the Day)
- 1942: Abenteuer in der Südsee (Son of Fury: The Story of Benjamin Blake)
- 1942: Sechs Schicksale (Tales of Manhattan)
- 1942: It’s Everybody’s War (Kurzfilm)
- 1943: Die Wunderpille (Jitterbugs)
- 1943: Das Lied von Bernadette (The Song of Bernadette)
- 1943: Die Waise von Lowood (Jane Eyre)
- 1944: Fünf Helden (The Fighting Sullivans)
- 1944: Buffalo Bill, der weiße Indianer (Buffalo Bill)
- 1944: Sweet and Low-Down
- 1945: Ein Baum wächst in Brooklyn (A Tree Grows in Brooklyn)
- 1945: Jahrmarkt der Liebe (State Fair)
- 1945: Dolly Sisters (The Dolly Sisters)
- 1945: Todsünde (Leave Her to Heaven)
- 1946: Faustrecht der Prärie (My Darling Clementine)
- 1946: Smoky, König der Prärie (Smoky)
- 1947: Das Wunder von Manhattan (Miracle on 34th Street)
- 1947: Es begann in Schneiders Opernhaus (Mother Wore Tights)
- 1947: Daisy Kenyon
- 1948: Bis zum letzten Mann (Fort Apache)
- 1948: Green Grass of Wyoming
- 1948: Deep Waters
- 1948: The Walls of Jericho
- 1948: Die Schlangengrube (The Snake Pit)
- 1948: Spuren im Sand (3 Godfathers)
- 1949: Ein Brief an drei Frauen (A Letter to Three Wives)
- 1949: Impact
- 1949: It Happens Every Spring
- 1949: In letzter Sekunde (The Fighting Kentuckian)
- 1949: Wenn meine Frau das wüßte (Everybody Does It)
- 1950: So ein Pechvogel (When Willie Comes Marching Home)
- 1950: Der Scharfschütze (The Gunfighter)
- 1950: Der geheimnisvolle Ehemann (The Jackpot)
- 1951: The Model and the Marriage Broker
- 1952: Der Sieger (The Quiet Man)
- 1953: Wem die Sonne lacht (The Sun Shines Bright)
- 1953: Der Untergang der Titanic (Titanic)
- 1953: Das Gewand (The Robe)
- 1954: Ein neuer Stern am Himmel (A Star Is Born)
- 1955: König der Schauspieler (Prince of Players)
- 1955: Drei Rivalen (The Tall Men)
- 1955: Guten Morgen, Miss Fink (Good Morning, Miss Dove)
- 1956: Die Bestie (While the City Sleeps)
- 1956: Der Schwarze Falke (The Searchers)
- 1956: Mord in den Wolken (Julie)
- 1957: Dem Adler gleich (The Wings of Eagles)
- 1958: Das letzte Hurra (The Last Hurrah)
- 1959: Bonanza (Fernsehserie, Folge The Philip Diedesheimer Story)
- 1960: Der schwarze Sergeant (Sergeant Rutledge)
- 1960: Von der Terrasse (From the Terrace)
- 1961: Zwei ritten zusammen (Two Rode Together)
- 1963: Die Hafenkneipe von Tahiti (Donovan’s Reef)
- 1964: Cheyenne (Cheyenne Autumn)